# Saison 13 d'Hercule Poirot
Chronologie
Saison 12
Cet article présente le guide des épisodes de la saison 13 de la série télévisée Hercule Poirot (Agatha Christie's Poirot).

## Production
En novembre 2011, ITV a annoncé la production en 2012/2013 de cinq nouveaux épisodes:
- Une mémoire d'éléphant (Elephants can remember) d'après le roman Une mémoire d'éléphant
- Les Quatre (The Big Four) d'après le roman Les Quatre
- Poirot joue le jeu (Dead Man's Folly) d'après le roman Poirot joue le jeu
- Les Travaux d'Hercule (The Labors Of Hercule) d'après le recueil de nouvelles Les Travaux d'Hercule
- Hercule Poirot quitte la scène (Curtain : Hercule Poirot's Last Case) d'après le roman Hercule Poirot quitte la scène

Ces épisodes constituent la dernière saison de la série et marquent le retour des personnages principaux des premières saisons : le Capitaine Hastings, l'Inspecteur Japp, et Miss Lemon.

## Distribution  Principale
- David Suchet (VF : Philippe Ariotti) : Hercule Poirot
- Hugh Fraser (VF : Jean Roche) : le Capitaine Arthur Hastings
- Philip Jackson (VF : Jean-Pierre Moulin) : l'Inspecteur-chef James Japp
- Pauline Moran (VF : Laure Santana) : Miss Felicity Lemon
- Zoë Wanamaker (VF : Christine Delaroche) : Ariadne Oliver
- David Yelland : George, le valet

Pour cette dernière saison de la série, la voix française d’Hercule Poirot n'est plus celle de Roger Carel, ce dernier ayant ralenti son activité depuis la fin 2010.

## Invités
- Greta Scacchi : Mrs Burton-Cox (épisode 1)
- Vanessa Kirby : Celia Ravenscroft (épisode 1)
- Sean Pertwee : George Stubbs (épisode 3)
- Stephanie Leonidas : Hattie Stubbs (épisode 3)
- Tom Ellis : Inspecteur Bland (épisode 3)
- Tom Wlaschiha : Schwartz (épisode 4)
- Eleanor Tomlinson : Alice Cunningham (épisode 4)

## Épisodes

### Épisode 1:Une mémoire d'éléphant
- Royaume-Uni : 9 juin 2013 sur ITV
- France : 27 décembre 2013 sur TMC

- Zoë Wanamaker (Ariadne Oliver)
- Adrian Lukis (Général Ravenscroft)
- Annabel Mullion (Lady Ravenscroft)
- Greta Scacchi (Mrs Burton-Cox)
- Iain Glen (Docteur Willoughby)
- Vincent Regan (Détective Inspecteur Beate)
- Alexandra Dowling (Marie)
- Vanessa Kirby (Celia Ravenscroft)
- Caroline Blakiston (Julia Carstairs)
- Elsa Mollien (Zelie Rouxelle)
- Maxine Evans (Mrs Buckle)
- Hazel Douglas (Mrs Matcham)
- Jo-Anne Stockham (Mrs Willoughby)
- Ferdinand Kingsley (Desmond Burton-Cox)
- Danny Webb (Superintendant Garroway)
- Claire Cox (Dorothea Jarrow)
- Ruth Sheen (Madame Rosentelle)

Les Ravenscroft sont retrouvés tous les deux morts d'une balle dans la tête. La police conclut alors à un double suicide sans trop y croire, le couple étant connu pour filer le parfait amour.
- Marie : meurtre du professeur Willoughby et tentatives de meurtre sur Desmond Burton-Cox et Celia Ravenscroft
- Dorothea Jarrow : meurtre de Lady Ravenscroft
- Général Ravenscroft : meurtre de Dorothea Jarrow (et suicide)

### Épisode 2:Les Quatre
- Royaume-Uni : 23 octobre 2013 sur ITV
- France : 20 décembre 2013 sur TMC

- Hugh Fraser (Capitaine Arthur Hastings)
- Philip Jackson (Inspecteur-chef James Japp)
- Pauline Moran (Miss Felicity Lemon)
- David Yelland (George)
- Tom Brooke (le journaliste Tysoe)
- Nick Day (John Ingles)
- James Carroll Jordan (Abe Ryland)
- Patricia Hodge (Madame Olivier)
- Steven Pacey (Stephen Paynter)
- Simon Lowe (Dr Quentin)
- Michael Culkin (Dr Ivan Savaranoff)
- Lou Broadbent (Mabel Palmer)
- Sarah Parish (Flossie Monro)
- Peter Symonds (Jonathan Whalley)
- Barbara Kirby (Mrs Betsy Andrews)
- Nicholas Burn (Inspecteur Meadows)
- Alex Palmer (Robert Grant)
- Teresa Banham (Diana Paynter)
- Jack Farthing (Gerald Paynter)

### Épisode 4:Les Travaux d'Hercule
- Royaume-Uni : 6 novembre 2013 sur ITV
- France : 14 mai 2014 sur TMC

- Patrick Ryecart (Sir Anthony Morgan)
- Rupert Evans (Harold Waring)
- Lorna Nickson Brown (Lucinda Le Mesurier)
- Stephen Frost (Chef Inspecteur)
- Isobel Middleton (une policière)
- Tom Chadbon (en) (Dr Burton)
- Tom Austen (Ted Williams)
- Fiona O'Shaughnessy (Katrina)
- Nicholas McGaughey (Inspecteur Lementeuil)
- Tom Wlaschiha (Schwartz)
- Morven Christie (Elsie Clayton)
- Sandy McDade (Mrs Rice)
- Orla Brady (Comtesse Rossakoff)
- Nigel Lindsay (Francesco)
- Richard Katz (Gustave)
- Simon Callow (Dr Lutz)
- Eleanor Tomlinson (Alice Cunningham)

- Alice Cunningham (alias Marascaud) : meurtres, vols
- Mrs. Rice et Elsie Clayton : escroquerie
- Comtesse Vera Rossakoff : vol de la broche de Mrs. Rice

### Épisode 5:Hercule Poirot quitte la scène
- Royaume-Uni : 13 novembre 2013 sur ITV
- France : 21 mai 2014 sur TMC

- Hugh Fraser (Capitaine Arthur Hastings)
- David Yelland (George)
- Helen Baxendale (Elizabeth Cole)
- Anne Reid (Daisy Luttrell)
- John Standing (Colonel Toby Luttrell)
- Aidan McArdle (Stephen Norton)
- Philip Glenister (Sir William Boyd Carrington)
- Adam Englander (Curtis, nouveau valet d'Hercule Poirot)
- Alice Orr-Ewing (Judith Hastings, fille du Capitaine Hastings)
- Shaun Dingwall (Dr Franklin)
- Matthew McNulty (Major Allerton)
- Anna Madeley (Barbara Franklin)
- Claire Keelan (l'infirmière Craven)
- Gregory Cox (le médecin légiste)

Le Capitaine Hastings revient à Styles Court, lieu de sa première enquête avec son ami Hercule Poirot. Il y retrouve le détective fortement diminué : cardiaque, ayant changé de valet, il ne se déplace plus qu'en chaise roulante. Poirot se lance une dernière fois dans une chasse au meurtrier... qui pourrait causer sa perte. Un ingénieux tueur en série, présent à Styles, aurait trouvé le crime parfait. Une série d'incidents mortels se déroulent sous les yeux de tous le monde, dont une tentative de meurtre du colonel Toby Luttrell sur sa femme Daisy.
- Stephen Norton : multiples incitations au meurtre (dont une tentative du colonel Toby Luttrell sur sa femme Daisy)
- Hercule Poirot : meurtre de Stephen Norton